# Elisabeth Ekblom
Elisabeth Ekblom, född 10 februari 1958, är en före detta professionell tennisspelare från Sverige.

## Biografi
Ekblom kom till semifinal under Australiska öppna 1976, endast 17 år gammal. Hon började turneringen med vinst i raka set mot dåvarande världstvåan Kerry Reid, och fortsatte sedan med vinster över oseedade spelare Kathleen Harter och Christine Matison innan hon tog sig till semifinal. Där förlorade hon mot Renáta Tomanová.
1978 gjorde hon debut i Fed Cup genom att vinna första rundan mot Frankrike. Hon förlorade sin singelmatch mot Gail Lovera Benedetti, men slog ihop sig med Nina Bohm och vann dubbeln i en match som tyvärr var betydelselös. Hon spelade ytterligare två omgångar i Fed Cup 1981, mot Danmark och Tjeckien.
Hennes enda titel på WTA touren kom i dubbel i Hamburg 1982, tillsammans med Lena Sandin.